# Lijst van burgemeesters van Drongelen
Dit is een lijst van burgemeesters van de voormalige Nederlandse gemeente Drongelen in de provincie Noord-Brabant.

Tot 1 augustus 1908 heette deze gemeente Drongelen, Haagoort, Gansoijen en Doeveren, vervolgens Drongelen en per 1 mei 1923 ging de gemeente samen met Genderen en Meeuwen op in de gemeente Eethen.

Gedurende enkele maanden, van 19 september 1814 tot 10 februari 1815, viel deze gemeente niet onder de provincie Noord-Brabant, maar onder Zuid-Holland.

## 17e en 18e eeuw
| Ambtsperiode      | Naam burgemeester               | Leven | Bijzonderheden |
| ----------------- | ------------------------------- | ----- | -------------- |
| rond 1667 en 1668 | Anthonis Claessen van den Assem |       |                |
| rond 1669         | Peeter Ievens de Raet           |       |                |
| rond 1671         | Willem Marcelisse van Eeten     |       |                |
| rond 1674         | Anthonis Paulussen              |       |                |
| rond 1689         | Jasper de Vries                 |       |                |
| rond 1690         | Thieleman Frens                 |       |                |
| rond 1709         | Anthony Verkuijl                |       |                |
| rond 1715         | Anthony Verkuijl                |       |                |
| rond 1717         | Wouter Couwenberg               |       |                |
| rond 1720         | Claes van den Assem             |       |                |
| rond 1727 en 1728 | Theunis van den Assem           |       |                |
| rond 1727 en 1728 | Arien van den Nieuwengiessen    |       |                |
| rond 1730         | Nicolaas Millenaar              |       |                |
| rond 1739         | Willem Milenaar                 |       |                |
| rond 1745         | Jan van Kooten                  |       |                |
| rond 1746         | Lambert Bom                     |       |                |
| rond 1755         | Willem Millenaar                |       |                |
| rond 1756         | Lambert van Doveren             |       |                |
| rond 1758         | Johannes van Kooten             |       |                |
| rond 1759 - 1762  | Johannes van Kooten             |       |                |
| rond 1764 - 1765  | Johannes van Kooten             |       |                |
| rond 1766-1769    | Leendert van Rijswijk           |       |                |
| rond 1770         | Leendert van Rijswijk           |       |                |
| rond 1772         | Leendert van Rijswijk           |       |                |
| rond 1773         | Johannes van Dijk               |       |                |
| rond 1775-1776    | Leendert van Rijswijk           |       |                |
| rond 1777         | Peter Colijn                    |       |                |
| rond 1779 - 1780  | Peter Colijn                    |       |                |
| rond 1782 - 1784  | Peter Colijn                    |       |                |
| rond 1786         | Peter Colijn                    |       |                |
| rond 1789         | Peter Colijn                    |       |                |
| rond 1791         | Peter Colijn                    |       |                |
| rond 1793         | Peter Colijn                    |       |                |
| rond 1796 - 1798  | Willem Klaasse Millenaar        |       |                |
| rond 1802         | Willem Klaasse Millenaar        |       |                |
| rond 1809         | Willem Klaasse Millenaar        |       |                |

## 19e en 20e eeuw
| Ambtsperiode                   | Naam burgemeester                           | Leven     | Partij of stroming | Bijzonderheden |
| ------------------------------ | ------------------------------------------- | --------- | ------------------ | --- |
| 1811 - 1832?                   | Willem Janszn. Millenaar                    | 1766-1835 |                    | |
| 1832 - 1868                    | Valerius Geertruidus Andringa (V.G.A.) Boll | 1798-1878 |                    | Tevens burgemeester van Heesbeen, Eethen en Genderen (1830-1868). Vader van Marius Antonie Boll                                                                                                 |
| 17 oktober 1868 - 2 april 1905 | Marius Antonie (M.A.) Boll                  | 1829-1905 |                    | In dezelfde periode tevens burgemeester van Heesbeen, Eethen en Genderen. Zoon van Valerius Geertruidus Andringa Boll                                                                           |
| juni 1905 - 23 oktober 1913    | Jacobus (J.) Oerlemans                      | 1854-1913 |                    | Kleinzoon van Willem Janszn. Millenaar. In vrijwel dezelfde periode tevens burgemeester van Meeuwen. In (een deel van?) dezelfde periode tevens lid van de Provinciale Staten van Noord-Brabant |
| 1914 - 1 mei 1923              | D.F. Brune (Dirk Frederik?)                 | 1871-1949 |                    | In vrijwel dezelfde periode tevens burgemeester van Genderen en Meeuwen. Aansluitend burgemeesters van Eethen                                                                                   |